# Luc Longley
Lucien James Longley, detto Luc (Melbourne, 19 gennaio 1969), è un ex cestista e allenatore di pallacanestro australiano.
Giocò nella NBA dal 1992 al 2001, ricoprendo, con i suoi 218 centimetri, il ruolo di centro.

## Carriera
Nel 1991 Longley entrò nella National Basketball Association nelle file dei Minnesota Timberwolves, che lo scelsero alla 7ª chiamata assoluta del draft. A metà della stagione 1993-94, anche a causa di una squadra (i Timberwolves) in costante posizione da Lottery, Luc approdò ai Chicago Bulls, orfani proprio da quella stagione di Michael Jordan.  Nel 1995 tornò Jordan, e sebbene il cammino ai play-off di quell'anno si arrestò dopo poco, i Bulls erano ritornati squadra da titolo. Dalla stagione successiva, infatti, Chicago ottenne il secondo clamoroso three-peat, vincendo l'anello di campioni nel 1996, 1997 e 1998 e stabilendo il record di 72 vittorie in stagione regolare nel 1996. In questi anni Longley fu il nome più frequente a comparire nel ruolo di centro titolare nei Bulls, giocando più di 25 minuti a partita; il 1998 fu l'annata più proficua per il giocatore australiano, che contribuì con 11,4 punti, 5,9 rimbalzi e 2,8 assist.
Con il secondo addio di Jordan, anche Luc Longley cambiò maglia, andando a finire ai Suns fino al 2000. Nell'estate di quell'anno, a seguito di un massiccio scambio che coinvolse ben 4 squadre (New York, Phoenix, Los Angeles e Seattle), andò a giocare la sua ultima stagione ai Knicks.
Longley giocò un totale di 567 partite in 10 stagioni, realizzando 7,2 punti e raccogliendo 4,9 rimbalzi di media.

## Media
A Luc Longley, l'emittente televisiva statale australiana ABC, ha dedicato un programma intitolato "The Giant Leap". Nel programma viene descritta sia la carriera sportiva che alcuni aspetti della vita privata dell'atleta. Fanno parte, della messa in onda, anche spezzoni di interviste a Phil Jackson, Scottie Pippen, Steve Kerr e Michael Jordan. Quest'ultimo espone rammarico per la quasi totale assenza di Longley dal documentario di Netflix, The Last Dance.

## Statistiche
| † | Denota le stagioni in cui ha vinto il titolo |

### NCAA
| Anno      | Squadra          | PG  | PT | MP   | TC%  | 3P% | TL%  | RP  | AP  | PRP | SP  | PP   |
| --------- | ---------------- | --- | -- | ---- | ---- | --- | ---- | --- | --- | --- | --- | ---- |
| 1987-1988 | New Mexico Lobos | 35  | -  | 12,1 | 50,0 | -   | 39,2 | 2,7 | 0,6 | 0,3 | 1,0 | 4,0  |
| 1988-1989 | New Mexico Lobos | 33  | -  | 29,3 | 57,8 | -   | 76,9 | 6,8 | 2,4 | 0,8 | 2,7 | 13,0 |
| 1989-1990 | New Mexico Lobos | 34  | -  | 35,1 | 55,9 | -   | 82,1 | 9,7 | 3,2 | 0,9 | 3,4 | 18,4 |
| 1990-1991 | New Mexico Lobos | 30  | -  | 35,6 | 65,6 | 0,0 | 71,6 | 9,2 | 3,6 | 0,9 | 3,2 | 19,1 |
| Carriera  | Carriera         | 132 | -  | 27,6 | 58,6 | 0,0 | 73,5 | 7,0 | 2,4 | 0,7 | 2,5 | 13,4 |

### NBA

#### Regular Season
| Anno       | Squadra            | PG  | PT  | MP   | TC%  | 3P% | TL%  | RP  | AP  | PRP | SP  | PP   |
| ---------- | ------------------ | --- | --- | ---- | ---- | --- | ---- | --- | --- | --- | --- | ---- |
| 1991-1992  | Minnesota T'wolves | 66  | 3   | 15,0 | 45,8 | -   | 66,3 | 3,9 | 0,8 | 0,5 | 1,0 | 4,3  |
| 1992-1993  | Minnesota T'wolves | 55  | 25  | 19,0 | 45,5 | -   | 71,6 | 4,4 | 0,9 | 0,9 | 1,4 | 5,8  |
| 1993-1994  | Minnesota T'wolves | 49  | 29  | 20,2 | 46,4 | 0,0 | 70,0 | 6,0 | 0,9 | 0,7 | 1,2 | 6,6  |
| 1993-1994  | Chicago Bulls      | 27  | 17  | 19,0 | 48,3 | -   | 75,6 | 5,1 | 2,3 | 0,4 | 0,8 | 7,6  |
| 1994-1995  | Chicago Bulls      | 55  | 0   | 18,2 | 44,7 | 0,0 | 82,2 | 4,8 | 1,3 | 0,4 | 0,8 | 6,5  |
| 1995-1996† | Chicago Bulls      | 62  | 62  | 26,5 | 48,2 | -   | 77,7 | 5,1 | 1,9 | 0,4 | 1,4 | 9,1  |
| 1996-1997† | Chicago Bulls      | 59  | 59  | 24,9 | 45,6 | 0,0 | 79,2 | 5,6 | 2,4 | 0,4 | 1,1 | 9,1  |
| 1997-1998† | Chicago Bulls      | 58  | 58  | 29,4 | 45,5 | -   | 73,6 | 5,9 | 2,8 | 0,6 | 1,1 | 11,4 |
| 1998-1999  | Phoenix Suns       | 39  | 39  | 23,9 | 48,3 | -   | 77,6 | 5,7 | 1,2 | 0,6 | 0,5 | 8,7  |
| 1999-2000  | Phoenix Suns       | 72  | 68  | 19,7 | 46,6 | -   | 82,5 | 4,5 | 1,1 | 0,3 | 0,6 | 6,3  |
| 2000-2001  | N.Y. Knicks        | 25  | 2   | 12,0 | 33,3 | -   | 76,5 | 2,6 | 0,3 | 0,1 | 0,4 | 2,0  |
| Carriera   | Carriera           | 567 | 362 | 21,2 | 46,2 | 0,0 | 76,0 | 4,9 | 1,5 | 0,5 | 1,0 | 7,2  |

#### Play-off
| Anno     | Squadra       | PG | PT | MP   | TC%  | 3P% | TL%  | RP  | AP  | PRP | SP  | PP  |
| -------- | ------------- | -- | -- | ---- | ---- | --- | ---- | --- | --- | --- | --- | --- |
| 1994     | Chicago Bulls | 10 | 2  | 17,0 | 50,0 | -   | 72,2 | 4,5 | 1,8 | 0,6 | 0,8 | 6,3 |
| 1995     | Chicago Bulls | 10 | 8  | 20,4 | 48,0 | -   | 80,0 | 3,2 | 1,1 | 0,7 | 0,5 | 5,6 |
| 1996†    | Chicago Bulls | 18 | 18 | 24,4 | 46,9 | -   | 75,7 | 4,6 | 1,6 | 0,4 | 1,4 | 8,3 |
| 1997†    | Chicago Bulls | 19 | 19 | 22,7 | 54,8 | -   | 38,5 | 4,4 | 1,8 | 0,4 | 0,8 | 6,5 |
| 1998†    | Chicago Bulls | 18 | 16 | 25,3 | 45,0 | -   | 87,2 | 5,0 | 1,9 | 0,7 | 0,8 | 7,9 |
| 1999     | Phoenix Suns  | 3  | 2  | 17,0 | 16,7 | -   | -    | 3,0 | 0,3 | 1,0 | 0,0 | 1,3 |
| 2000     | Phoenix Suns  | 9  | 9  | 18,0 | 35,3 | -   | 66,7 | 3,3 | 0,9 | 0,4 | 0,4 | 4,2 |
| Carriera | Carriera      | 87 | 74 | 22,0 | 46,6 | -   | 71,4 | 4,3 | 1,6 | 0,5 | 0,8 | 6,6 |

#### Massimi in carriera
- Massimo di punti: 24 vs Milwaukee Bucks (2 gennaio 1998)[1]
- Massimo di rimbalzi: 19 vs Houston Rockets (30 dicembre 1993)
- Massimo di assist: 8 (3 volte)
- Massimo di palle rubate: 5 vs Houston Rockets (30 dicembre 1993)
- Massimo di stoppate: 7 vs Milwaukee Bucks (5 marzo 1996)
- Massimo di minuti giocati: 50 vs Los Angeles Clippers (21 novembre 1997)

## Palmarès
- Campionato NBA: 3

Chicago Bulls: 1996, 1997, 1998